# Правительство Испании
Правительство Испании (исп. Gobierno de España), также известное как Центральное правительство (исп. Gobierno central) или Правительство нации (исп. Gobierno de la Nación), — конституционный орган, возглавляющий исполнительную власть Королевства Испания и руководящий генеральной администрацией государства. Согласно конституции Испании, в его функции входит руководство внутренней и внешней политикой, гражданским и военным управлением и обороной государства, а также осуществление исполнительной и регулирующей власти в соответствии с конституцией и законами.
Правительство политически зависимо и подотчётно Конгрессу депутатов, который избирает его путём назначения или порицания президента в соответствии с парламентской системой, установленной Конституцией 1978 года.
Нынешнее правительство Испании — третье правительство Педро Санчеса, коалиционное правительство между Испанской социалистической рабочей партией (PSOE) и коалицией «Sumar». Санчес, пришедший к власти в 2018 году после того, как его вотум недоверия против Мариано Рахоя (PP) был одобрен.

## Конституционные принципы
В своей деятельности правительство опирается на следующие принципы:
- Принцип президентского руководства: председатель правительства руководит министрами и может свободно назначать или увольнять их.
- Принцип ответственности: председатель правительства несёт политическую ответственность перед Конгрессом депутатов за действия правительства. Возможная отставка председатель правительства подразумевает отставку правительства.
- Принцип коллегиальности: правительство, понимаемое как Совет министров, является коллегиальным органом, состоящим из множества членов правительства.
- Принцип солидарности: правительство несёт солидарную ответственность за действия отдельных членов правительства.
- Принцип департаментов: члены правительства, помимо того, что являются членами коллегиального органа, также являются главами департаментских органов, отвечающих за более или менее однородную сферу компетенции.

## Состав
В соответствии со статьёй 98 Конституции Испании и статьёй 1.2 Закона о правительстве, правительство Испании состоит из:
- Председателя правительства.
- Заместителя или заместителей председателя правительства, если таковые имеются. Их существование является необязательным. В их обязанности входит выполнение функций, возложенных на них председателем, а также замещение его в случае отсутствия.
- Министров. Назначение и увольнение производится королём по предложению председателя правительства. Их обязанности относятся к ведомственному уровню министерств.
- Других членов. Существует возможность законодательно включить в состав правительства других деятелей. Однако действующий Закон о правительстве напрямую запрещает этот разрешённый конституцией пункт.

### Требования
В соответствии со статьёй 11 Закона о правительстве, «для того чтобы стать членом правительства, необходимо быть гражданином Испании, достигшим совершеннолетия, обладать активным и пассивным избирательным правом, а также не быть лишённым права занимать государственную должность или работать на государственной службе в результате вступившего в силу судебного решения».

### Уголовная юрисдикция
Члены правительства пользуются особым процессуальным иммунитетом, в связи с чем они подлежат судебному разбирательству в уголовной палате Верховного суда.:ст. 102.1
Возбуждение дела о государственной измене или о преступлении против государственной безопасности может быть возбуждено только по инициативе четверти членов Конгресса депутатов, одобренной абсолютным большинством голосов:ст. 102.2, и в таких случаях помилование не может быть предоставлено:ст. 103.3.

## Организация
Члены правительства собираются на заседаниях Совета министров и делегированных комиссий правительства.
В главе II раздела I Закона о правительстве также предусмотрены различные органы сотрудничества и поддержки правительства, а именно: государственные секретари, Генеральная комиссия государственных секретарей и заместителей государственных секретарей, Секретариат правительства и кабинеты.

### Совет министров
Совет министров является коллегиальным органом правительства. В его состав входят все члены правительства (председатель правительства, министры и, в случае назначения, заместители председателя правительства и министры без портфеля), а также, по необходимости, государственные секретари:ст. 5.2.
Учитывая его состав, Совет министров обычно отождествляется с самим правительством, имея при этом двойственную природу (связующее звено) как орган правительства и как административный орган. Последнее привело к тому, что конституционная судебная практика стала поддерживать теорию «акта правительства» (обусловленного политической целесообразностью) в противовес «акту административного органа» (который, хотя и может быть дискреционным, подлежит судебному рассмотрению).

### Делегированные комиссии правительства
Делегированные комиссии правительства представляют собой небольшие коллегиальные органы, которые создаются и упраздняются королевским указом Совета министров по предложению председателя правительства:ст. 6.1.
Королевский указ должен содержать список членов правительства, входящих в состав делегированной комиссии (в которую могут входить государственные секретари), назначать председателя и секретаря и определять полномочия этого органа:ст. 6.2.
Они должны подготавливать предложения для Совета министров, когда те требуют совместного вмешательства нескольких министерств. В их функции также входит решение вопросов, которые, несмотря на то что затрагивают несколько министерств, не требуют вмешательства всех из них, тем самым разгружая работу Совета министров. Наконец, они будут отвечать за координацию совместных действий министерств, входящих в её состав, а также за рассмотрение вопросов общего характера, имеющих отношение к нескольким министерским департаментам:ст. 6.4.
Регулирование этого органа осуществляется в соответствии с Законом о правительстве, и для его изменения, создания или упразднения требуется королевский указ Совета министров по предложению председателя правительства.
Председателем любой делегированной комиссии является председатель правительства или его заместители. В исключительных случаях в состав делегированной комиссии правительства включается высокопоставленный чиновник из соответствующего ведомства.

### Председатель правительства
Это вторая по значимости должность в Испании после короля, и именно председатель правительства возглавляет исполнительную власть. Он является самым важным членом правительства, а также отвечает за представление королю кандидатур министров и заместителей председателя правительства на назначение и отставку. В связи с тем, что Конгресс депутатов доверяет ему лично, председатель правительства обладает общими и абсолютными полномочиями исполнительной власти.
Статья 98.2 Конституции 1978 года гласит, что председатель правительства «руководит деятельностью правительства и координирует функции других членов правительства, не ущемляя их компетенции и прямой ответственности в управлении». Наряду с широким количеством функций конституционного характера, его задачи в отношении государственной администрации перечислены в статье 2 Закона о правительстве, которая возлагает на него ответственность за определение организационной и функциональной структуры правительства, представление правительства и его политики, а также руководство и координацию членов правительственной команды.
Таким образом, в том, что касается организационной и функциональной структуры правительства, председатель правительства, согласно статье 2.2.j Закона о правительстве, будет отвечать за «создание, изменение и упразднение королевским указом министерств, а также государственных секретариатов». Он также решает, кто займёт посты министров и заместителей председателя правительства, которые будут официально назначены королём по предложению председателя правительства. Следует отметить, что речь идёт о «регулируемом акте», поскольку монарх не имеет конституционного права возражать против такого предложения или изменять его, будучи полностью связанным волей, выраженной председателем правительства.
С другой стороны, он представляет правительство и его политику во взаимоотношениях с другими конституционными органами, так что действия председателя правительства могут повлечь за собой юридическую ответственность правительства, которое он представляет. Опять же, речь идёт о функции, узаконенной прямыми доверительными отношениями между председателем правительства и Конгрессом депутатов, а не между самим правительством и нижней палатой парламента.
Наконец, наиболее важной функцией председателя правительства является руководство деятельностью каждого из членов правительства, а также правительства в целом. Таким образом, на формальном уровне, в соответствии со статьёй 2.2.g Закона о правительстве, ему присваиваются полномочия «созывать, председательствовать и устанавливать повестку дня заседаний Совета министров». Кроме того, он отвечает за разработку политической программы, которую Конгресс одобрит на заседании по утверждению, в соответствии со статьёй 99.2 Конституции, которая гласит:
Кандидат, выдвинутый в соответствии с положениями предыдущего пункта [статьёй 99.1], представляет Конгрессу депутатов политическую программу правительства, которое он намеревается сформировать, и просит Палату о доверии.Статья 99.3 Раздел IV. Испанская конституция 1978 года, 
В том же смысле он будет отвечать за выполнение такой программы, для чего он сможет давать указания членам правительства, контролировать выполнение целей, определять приоритеты и обеспечивать согласованность действий всех министерств, как следует из пункта m) статьи 2.2 Закона о правительстве.
| Легислатура      | Председатель правительства | Председатель правительства | Председатель правительства | Председатель правительства        | Партия      | Начало          | Конец                     | Продолжительность           |
| ---------------- | -------------------------- | -------------------------- | -------------------------- | --------------------------------- | ----------- | --------------- | ------------------------- | --------------------------- |
| I Легислатура    |                            | 1.                         |                            | Адольфо Суарес Гонсалес           | UCD         | 2 апреля 1979   | 26 февраля 1981 года      | 696 дней (1 год 300 дней)   |
| I Легислатура    |                            | 2.                         |                            | Леопольдо Кальво-Сотело и Бустело | UCD         | 26 февраля 1981 | 2 декабря 1982            | 644 дней (1 год 279 дней)   |
| II Легислатура   |                            | 3.                         |                            | Фелипе Гонсалес Маркес            | PSOE        | 2 декабря 1982  | 5 мая 1996                | 4903 дней (13 лет 155 дней) |
| III Легислатура  |                            | 3.                         |                            | Фелипе Гонсалес Маркес            | PSOE        | 2 декабря 1982  | 5 мая 1996                | 4903 дней (13 лет 155 дней) |
| IV Легислатура   |                            | 3.                         |                            | Фелипе Гонсалес Маркес            | PSOE        | 2 декабря 1982  | 5 мая 1996                | 4903 дней (13 лет 155 дней) |
| V Легислатура    |                            | 3.                         |                            | Фелипе Гонсалес Маркес            | PSOE        | 2 декабря 1982  | 5 мая 1996                | 4903 дней (13 лет 155 дней) |
| VI Легислатура   |                            | 4.                         |                            | Хосе Мария Аснар                  | PP          | 5 мая 1996      | 17 апреля 2004            | 2904 дней (7 лет 348 дней)  |
| VII Легислатура  |                            | 4.                         |                            | Хосе Мария Аснар                  | PP          | 5 мая 1996      | 17 апреля 2004            | 2904 дней (7 лет 348 дней)  |
| VIII Легислатура |                            | 5.                         |                            | Хосе Луис Родригес Сапатеро       | PSOE        | 17 апреля 2004  | 21 декабря 2011           | 2804 дней (7 лет 248 дней)  |
| IX Легислатура   |                            | 5.                         |                            | Хосе Луис Родригес Сапатеро       | PSOE        | 17 апреля 2004  | 21 декабря 2011           | 2804 дней (7 лет 248 дней)  |
| X Легислатура    |                            | 6.                         |                            | Мариано Рахой                     | PP          | 21 декабря 2011 | 2 июня 2018               | 2355 дней (6 лет 163 дней)  |
| XI Легислатура   |                            | 6.                         |                            | Мариано Рахой                     | PP          | 21 декабря 2011 | 2 июня 2018               | 2355 дней (6 лет 163 дней)  |
| XII Легислатура  |                            | 6.                         |                            | Мариано Рахой                     | PP          | 21 декабря 2011 | 2 июня 2018               | 2355 дней (6 лет 163 дней)  |
|                  | 7.                         |                            | Педро Санчес               | PSOE                              | 2 июня 2018 | В должности     | 2612 дней (7 лет 55 дней) |                             |
| XIII Легислатура | 7.                         |                            | Педро Санчес               | PSOE                              | 2 июня 2018 | В должности     | 2612 дней (7 лет 55 дней) |                             |
| XIV Легислатура  | 7.                         |                            | Педро Санчес               | PSOE                              | 2 июня 2018 | В должности     | 2612 дней (7 лет 55 дней) |                             |
| XV Легислатура   | 7.                         |                            | Педро Санчес               | PSOE                              | 2 июня 2018 | В должности     | 2612 дней (7 лет 55 дней) |                             |

### Заместитель председателя правительства
Заместитель председателя, или заместители председателя, в зависимости от случая, является органом, существующим исключительно на временной основе и имеющим сугубо личный характер, который прекращает своё существование в случае ухода с должности лица, его занимающего, и который может сочетаться с должностью министра. Председатель правительства свободно предлагает королю количество заместителей председателя, а также их кандидатуры. Король назначает и отстраняет их от должности (статья 100 Конституции Испании).
Что касается его полномочий, следует отметить, что в конституции нет никаких положений по этому вопросу, который регулируется Законом о правительстве. Так, статья 13 этого закона гласит, что в случае вакансии, отсутствия или болезни председателя правительства его полномочия принимают себя заместители председателя правительства в соответствии с установленным порядком преемственности.
В случае, если заместитель председателя не занимает никакой министерской должности, это даёт ему возможность координировать работу правительственных ведомств, поскольку он обладает относительным политическим превосходством над остальными министерствами.
С другой стороны, статья 3.1 позволяет председателю правительства поручать выполнение определенных функций заместителям председателя, которые служат функциональной поддержкой председательства правительства. Эта задача, без сомнения, является наиболее важной для данного органа.

### Министерства
Министерства играют ключевую роль в качестве основных органов центральной структуры государственной администрации. Каждое министерство отвечает за надзор за одним или несколькими секторами административной деятельности, которые имеют функциональные сходства.
Определение количества, названий и сферы компетенции министерств и государственных секретариатов является прерогативой короля, который принимает это решение по предложению председателя правительства и оформляет его в виде королевского указа. Этот процесс имеет решающее значение для распределения полномочий и обязанностей в правительстве и обеспечения эффективного управления государственными делами.

### Органы сотрудничества и поддержки
Руководители органов сотрудничества и поддержки не считаются членами правительства в строгом смысле этого слова, как члены Совета министров.
Эти органы частично регулируются Законом о правительстве (Раздел I, Глава II), который в своём обосновании определяет их как «основополагающее звено между правительством и администрацией».

#### Государственные секретари
Государственный секретариат является высшим органом, входящим в состав общегосударственной администрации и подчиняющимся министру или председателю правительства.
Их полномочия определяются королевским указом, и они, как правило, занимаются определенным однородным сектором деятельности в рамках компетенции министерства, к которому они относятся, или, в соответствующих случаях, президиума правительства:ст. 7.

#### Генеральная комиссия государственных секретарей и заместителей государственных секретарей
Эта комиссия, состоящая из государственных секретарей и заместителей министров различных министерств, отвечает за подготовку и изучение вопросов, которые будут рассматриваться на заседаниях Совета министров:ст. 8.
Генеральная комиссия государственных секретарей и заместителей государственных секретарей является органом, обеспечивающим сотрудничество и поддержку правительства. Она отвечает за изучение и подготовку вопросов, выносимых на обсуждение в Совете министров, без права принимать решения или соглашения по поручению правительства.
Её председателем является заместитель представителя правительства или, в случае необходимости, министр по делам президентства. В состав комиссии входят главы государственных секретариатов и заместители министров различных министерств. Регламент определяет, кто выполняет функции секретаря комиссии.
Все без исключения вопросы, которые будут вынесены на утверждение Совета министров, рассматриваются Комиссией, за исключением тех, которые регламентируются правилами функционирования Совета.

#### Секретариат правительства
Секретариат правительства, органически входящий в состав министерства президентства:ст. 9.2, отвечает за оказание технической и административной поддержки Совету министров, делегированным комиссиям и Генеральной комиссии государственных секретарей и заместителей государственных секретарей:ст. 9.1.

#### Кабинеты
Кабинеты министров являются органами явно политического характера, которые оказывают помощь председателю правительства, его заместителям, министрам и государственным секретарям:ст. 10.1.
В соответствии с Законом о правительстве, кабинеты министров выполняют «доверительные и консультативные функции, но ни в коем случае не могут принимать акты или решения, которые по закону относятся к компетенции органов государственной администрации»:ст. 10.1.

### Уполномоченные
Хотя это не очень распространённая должность в администрации, существует должность уполномоченного или верховного уполномоченного, высокопоставленного должностного лица, назначаемого правительством для выполнения конкретной задачи.

## Парламентаризм
Правительство несёт ответственность за свою политическую деятельность перед Конгрессом депутатов. В равной степени оно подчиняется политическому контролю как Конгресса депутатов, так и Сената.

### Инвеститура
Парламентская инвеститура осуществляется председателем правительства, который, в свою очередь, свободно назначает министров и других членов правительства.
Назначение председателя правительства происходит по предложению короля после соответствующего цикла консультаций с парламентскими фракциями:ст. 99.1. Кандидат должен представить свою политическую программу перед Конгрессом депутатов:ст. 99.2 и будет избран, если получит поддержку абсолютного большинства:ст. 99.3.
В случае, если такое абсолютное большинство не будет получено, голосование должно быть повторено через 48 часов. В этом случае кандидат будет избран простым большинством голосов:ст. 99.3.
Если по истечении двух месяцев после повторения данной процедуры ни один кандидат не будет избран, король распустит парламент и немедленно созовёт новые всеобщие выборы:ст. 99.5.

### Политический контроль

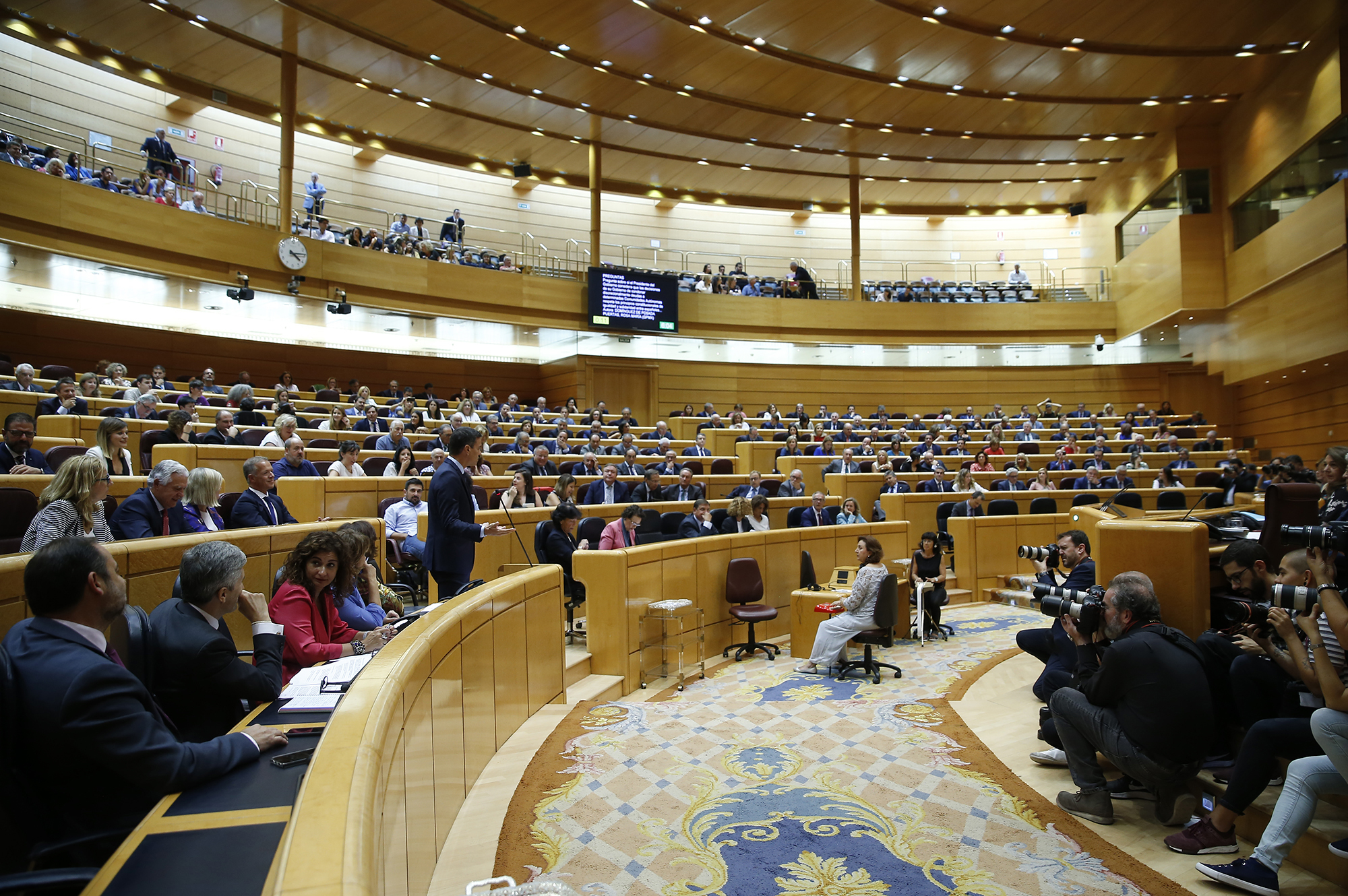
Контрольное заседание в Сенате.

Палаты и их комиссии могут через своих председателей запрашивать необходимую информацию и помощь у правительства и ведомств, у органов государственной власти или автономных сообществ. Они также могут требовать присутствия членов правительства.
Члены правительства имеют доступ к заседаниям палат и их комиссий и право высказываться на них. Правительство и каждый из его членов подлежат интерпелляциям и вопросам, которые им задаются в Конгрессе депутатов или в Сенате.

### Политическая ответственность
Политическая ответственность — вид парламентского контроля, который может повлечь за собой отставку правительства in solidum. В Испании этот вид контроля может осуществляться только Конгрессом депутатов:ст. 108.

#### Вотум доверия
Вотум доверия — конституционная процедура, в соответствии с которой по инициативе председателя правительства и после обсуждения в Совете министров Конгресс простым большинством голосов выражает доверие правительству или отзывает его в случае, если такое большинство не набирается:ст. 112.
В случае, если Конгресс депутатов откажет правительству в доверии, оно будет вынуждено уйти в отставку, после чего начнётся процесс назначения нового правительства:ст. 114.1.

#### Вотум недоверия
Вотум недоверия — конституционная процедура, в соответствии с которой, по инициативе одной десятой части депутатов:ст. 113.2, правительство привлекается к политической ответственности. В случае её одобрения абсолютным большинством голосов в Конгрессе депутатов правительство вынуждено сложить полномочия:ст. 113.1, а председатель правительства заменяется кандидатом, который должен быть выдвинут в самом вотуме.
Испанская конституционная система предусматривает модель конструктивного вотума недоверия, характеризующуюся прямой заменой председателя правительства новым кандидатом:ст. 113.2. Эта мера направлена на укрепление стабильности правительства и предотвращение вакуума власти, что также отражено в запрете на повторное инициирование процедуры вотума недоверия теми же депутатами, которые инициировали её в течение одной сессии:ст. 103.4.
Что касается процедуры, то Конституция гласит, что после выдвижения вотума недоверия открывается двухдневный срок, в течение которого могут быть представлены альтернативные предложения. Голосование может быть начато только по истечении пяти дней с момента выдвижения вотума недоверия:ст. 113.3.

## Исполнительное правительство
Статья 101 испанской конституции в первом пункте устанавливает, что «правительство уходит в отставку после проведения всеобщих выборов, вотума недоверия, отставки или смерти его председателя». Во втором пункте добавляется, что «уходящее правительство продолжает исполнять свои функции до вступления в должность нового правительства».
До принятия Закона о правительстве не было установлено никаких явных ограничений на его деятельность, хотя в политической доктрине и практике отстаивалась необходимость самоограничения в такие периоды.
Непрерывность функционирования правительственного органа придаёт ему особый характер, который основан на цели его деятельности: предотвратить остановку работы правительства и обеспечить передачу полномочий и формирование нового исполнительной власти. Теоретически и с политической точки зрения это должно привести к лишению правительства возможности реализовывать свою программу в соответствии с партийными соображениями и к ограничению его деятельности обычным управлением государственными делами, с логичным предоставлением полномочий — независимо от таких критериев — в случаях, когда это может потребоваться в связи с чрезвычайной необходимостью принятия мер; таким образом ограничивается деятельность правительства, обусловливая свободу его целей, содержания и форм действий.
Реализовать эти идеи на практике не так просто. При отсутствии прямого предписания, ограничивающего сферу деятельности правительства, находящегося в статусе исполняющего обязанности, именно конституционные понятия будут служить ориентиром для толкования такого продолжения и его последствий. В случае такого отсутствия можно лишь предположить исключение определённых полномочий из его компетенции на основании существования подразумеваемых ограничений, вытекающих из самой институциональной структуры; за исключением этих случаев, остальные полномочия юридически остаются действительными, хотя их конкретизация также может представлять определённую сложность.
В любом случае, если намереваются предпринять шаг, выходящий за рамки простой корректировки в сторону самоограничения правительства или разработки подразумеваемых ограничений, следует утверждать, что как ограничение полномочий исполняющего правительства не является простой задачей, так и его осуществление само по себе не решает проблем, связанных с анализом практических последствий отличительного характера такого правительства.
Попытка очертить этот объём полномочий могла бы быть осуществлена двумя различными способами: через позитивный — перечень всех функций, которые правительство имеет право выполнять — или негативный — перечень всех функций, которые правительство не имеет право выполнять — подход. Первый подход сталкивается с проблемой интерпретации и применения, поскольку позитивное определение, по всей видимости, требует в любом случае использования неопределённых юридических понятий для его осуществления. Второй же подход представляется более реалистичным и осуществимым, поскольку при явном исключении определённых полномочий дальнейший анализ практически становится излишним.
Закон о правительстве 50/1997 использовал обе эти точки зрения при рассмотрении данного явления, тщательно регулируя как конфигурацию его дифференцированного статуса, так и его полномочия; так, с одной стороны, он определил «обычное ведение государственных дел» в качестве сферы деятельности действующего правительства, с возможностью выхода за эти рамки в случаях «неотложности» или «общего интереса».
Исполняющее обязанности правительство будет содействовать нормальному процессу формирования нового правительства и передаче ему полномочий, а также ограничит свою деятельность обычным ведением государственных дел, воздерживаясь от принятия каких-либо других мер, за исключением должным образом подтверждённых чрезвычайных случаев или по причинам общего интереса, которые могут быть обоснованы.Статья 21.3. Раздел IV. Закон 50/1997 от 27 ноября о правительстве, 
Это решение сопровождалось подробным списком полномочий, которые ни в коем случае не могли быть осуществлены в период пребывания правительства у власти, с систематизацией в зависимости от того, касались ли они ограничений полномочий правительства или его председателя.
4. Исполняющий обязанности председателя правительства не может осуществлять следующие полномочия:
a) Предлагать королю роспуск одной из палат или Генеральных кортесах.

b) Вынести вотум доверия.

c) Предложить королю созвать консультативный референдум.

5. Исполняющее обязанности правительство не может осуществлять следующие полномочия:
a) Утвердить проект закона о государственном бюджете.

b) Представлять законопроекты в Конгресс депутатов или, в случае необходимости, в Сенат.

6. Законодательные полномочия, предоставленные Генеральными кортесами, будут приостановлены на весь период, пока правительство будет исполнять свои функции в связи с проведением всеобщих выборов.Статьи 21.4. & 21.5 & 21.6 Раздел IV. Закон 50/1997 от 27 ноября о правительстве, 
Эти конкретные положения, наряду с более общими положениями третьей статьи, определяют сферу деятельности правительства, исполняющего обязанности, в испанской правовой системе, ограничивая его способность осуществлять политическое руководство, понимаемое как деятельность правительства, направленная на ориентацию и стимулирование деятельности государственной системы в целом, исходя из того, что именно в этой сфере проявляется или должна проявляться легитимность правительства в такие периоды.
В связи с исполнением Мариано Рахоем обязанностей президента правительства в 2015—2016 годах правительство неоднократно отказывалось подчиняться контролю Конгресса депутатов, ссылаясь на отсутствие доверительных отношений между двумя ветвями власти в связи с исполнением обязанностей и, следовательно, на невозможность контроля законодательной власти над исполнительной.
В связи с этой обстановкой Конгресс подал жалобу на исполнительную власть в Конституционный суд за отказ подчиняться его контролю, и 22 ноября 2018 года высший суд постановил, что правительство «ущемило конституционные полномочия», которые конституция предоставляет Конгрессу, и что, хотя обычно «контроль за действиями правительства осуществляется в рамках доверия, которое должно существовать между правительством и Конгрессом депутатов», это не означает, что «в исключительных случаях, таких как периоды, когда между Конгрессом и правительством отсутствует доверие, указанная функция контроля не может осуществляться», поскольку «функция контроля, которая принадлежит Генеральным кортесам, подразумевается в их представительном характере и в форме парламентского правления, установленной статьёй 1.3 Конституции, и Палаты не могут быть лишены возможности осуществлять функцию контроля, поскольку это нарушило бы баланс властей, предусмотренный нашей [испанской] Конституцией».

### Комментарии
1. Общий для всех государственных конституционных органов.
2. ↑  Общий для всех государственных конституционных органов.
3. ↑  Правительство приняло свою нынешнюю правовую форму со вступлением в силу Конституции 1978 года, однако существование национальной исполнительной власти в значительной степени предшествовало этой дате. Определение даты создания исполнительной власти может быть отнесено к более ранним моментам испанской истории, которые могут отличаться в зависимости от используемых тех или иных исторических или юридических критериев.
4. ↑  В конституции Испании упоминается только «правительство», без какого-либо обозначения. «Правительство нации» — юридический термин, используемый Законом о правительстве и другими правовыми нормами, а также Конституционным судом. Аналогичным образом, основные политические партии также часто используют данное обозначение.
5. ↑  В отличие от автономных и местных органов власти.